# Une goutte de miel dans un litre de plomb
Albums de La Canaille
Par temps de rage
(2011)
Une goutte de miel dans un litre de plomb est le premier album du groupe de rap français La Canaille, porté par Marc Nammour, sorti le 7 septembre 2009,.
Pour le critique Benjamin Mailot de Les Inrocks, l'album « est en effet une double révélation. Celle d’un groupe dont la bravoure instrumentale et la combativité critique tiennent la dragée haute au projet Zone Libre [...] et celle d’un MC d’une présence vocale à faire blêmir Arm de Psykick Lyrikah ». 

## Titres de l'album
| No  | Titre              | Durée |
| --- | ------------------ | ----- |
| 1.  | La Canaille        | 3:22  |
| 2.  | Le Chroniqueur I   | 1:36  |
| 3.  | Ni dieu ni maître  | 3:59  |
| 4.  | Arrêtez ce train   | 3:51  |
| 5.  | Une goutte de miel | 3:47  |
| 6.  | Allons enfants     | 6:12  |
| 7.  | Le Chroniqueur II  | 1:40  |
| 8.  | L'Usine            | 4:36  |
| 9.  | Le Fric            | 3:34  |
| 10. | Mon camp           | 2:11  |
| 11. | On recommence      | 2:32  |
| 12. | Le Chroniqueur III | 9:04  |